# Lotharmeyerite
La lotharmeyerite est une espèce minérale rare composée d’arséniate de calcium, zinc et manganèse de formule idéale Ca(Zn,Mn3+)2[AsO4]2.2(OH, H2O). Elle fait partie, avec la mounanaïte, du groupe de la tsumcorite. 

## Historique de la description et appellations

### Inventeur et étymologie
Décrite par le minéralogiste Dunn en 1983. Dédiée au chimiste et physicien allemand J. Lothar Meyer (1830-1895) de l'université de Karlsruhe (TH) .

### Topotype
GisementMines du district minier d'Ojuela, Mapimí, État de Durango, Mexique.
ÉchantillonsLes spécimens types sont déposés au National Museum of Natural History, Washington, États-Unis - No 149482.

## Caractéristiques physico-chimiques

### Cristallochimie
- La  lotharmeyerite fait partie du groupe de la tsumcorite.

Groupe de la tsumcorite
Le groupe de la tsumcorite répond à la formule générale AB2(XO4)2(OH,H2O)2 où :
- A représente le Pb, ou le Ca, plus rarement le Bi ;
- B représente le Fe3+, Mn, Cu, Zn, Co ou Ni ;
- X représente le P, As ou le V.

Les différents membres sont :
- cabalzarite Ca(Mg,Al,Fe3+)2[AsO4]2·2(OH,H2O) ;
- cobaltlotharmeyerite Ca(Co,Fe3+,Ni)2[AsO4]2·2(OH,H2O) ;
- ferrilotharmeyerite Ca(Fe3+,Zn)2[AsO4]2·2(OH,H2O) ;
- gartrellite Pb(Cu,Fe3+,Zn)2[AsO4]2·2(OH,H2O) ;
- helmutwinklerite Pb(Cu,Zn)2[AsO4]2·2(H2O) ;
- lotharmeyerite Ca(Zn,Mn3+)2[AsO4]2·2(OH,H2O) ;
- mawbyite Pb(Fe3+,Zn)2[AsO4]2·2(OH,H2O) ;
- mounanaïte PbFe3+2[VO4]2·2(OH,F) ;
- natrochalcite NaCu2[OH|SO4]2·2(H2O) ;
- phosphogartrellite Pb(Cu,Fe3+)2[PO4,AsO4]2·2(OH,H2O) ;
- rappoldite Pb(Co,Ni,Zn)2[AsO4]2·2(H2O) ;
- thometzekite Pb(Cu,Zn)2[AsO4,SO4]2·2(OH,H2O) ;
- tsumcorite Pb(Zn,Fe3+)2[AsO4]2·2(OH,H2O) ;
- zincgartrellite Pb(Zn,Fe3+,Cu)2[AsO4]2·2(OH,H2O).

## Cristallographie
- Paramètres de la maille conventionnelle : a = 9.066, b = 6.276, c = 7.408, Z = 2 ; beta = 116.16° V = 378.33
- Densité calculée = 4,31

## Gîtes et gisements

### Gîtologie et minéraux associés
- Gîtologie : minéral secondaire des dépôts de zinc et d'arsenic.
- Minéraux associés : adamite, calcite, chalcophanite (de), cryptomélane, hémimorphite, legrandite, limonite, manganoadamite, mimétite, smithsonite.

### Gisements producteurs de spécimens remarquables
- Allemagne

Grube Clara, Rankachtal, Oberwolfach, Wolfach, Forêt-Noire, Bade-Wurtemberg 
- Mexique

Veta La Cigueña, Mina Ojuela, Mapimí, Mun. de Mapimí, État de Durango